# Рамазанов, Николай Александрович
Никола́й Алекса́ндрович Рамаза́нов, Ромазанов (24 января [5 февраля] 1817, Санкт-Петербург — 18 [30] ноября 1867, Москва) — русский скульптор и рисовальщик, ключевой представитель петербургского академизма николаевской эпохи, ассоциируемый со школой Бориса Орловского и Самуила Гальберга; мастер монументально-декоративной, мемориальной и портретной пластики, художественный публицист и педагог. Автор посмертной маски Николая Гоголя. Академик (с 1849) и профессор (с 1858) Императорской Академии художеств, преподаватель московского Училища живописи, ваяния и зодчества (в 1847–1866); в последнем качестве — один из основоположников московской скульптурной школы, наставник Сергея Иванова и Матвея Чижова.

## Биография
Родился 24 января (5 февраля) 1817 года в Санкт-Петербурге в артистической семье: отец (А. Н. Рамазанов) и мать его были актёрами Императорских театров, дед и дядя по матери Гольц — балетмейстерами, тётка М. И. Вальберхова — драматической артисткой.
Рано начал учиться рисованию — у Ф. Г. Солнцева. В 1827 году был определён в своекоштные (обучающиеся за свой счёт) воспитанники Императорской Академии художеств; в 1829 году получил награду первой степени за успехи в науках; в 1833 году переведён в казённокоштные академисты. В 1836 году, «за лепление с натуры», получил малую серебряную медаль и начал заниматься в классе профессора Б. И. Орловского; в 1837 году, «за барельеф, изображающий искушение Спасителя в пустыне», награждён большой серебряной медалью; в 1838 году, за группу «Милон Кротонский, терзаемый львом» получил малую золотую медаль и, наконец, в 1839 году окончил академический курс со званием художника ХІV класса и с большой золотой медалью, присужденной ему за исполненную по программе статую «Фавн, несущий козленка», и правом поездки за границу в качестве пенсионера академии. До своего отъезда в заграничное путешествие он в мастерской Троду выполнил «готические статуи Весны и Лета» для Зимнего дворца, а затем участвовал в работах по исполнению памятников Н. М. Карамзину в Симбирске и Г. Р. Державину в Казани по проектам С. И. Гальберга.
В сентябре 1843 года Н. А. Рамазанов выехал в Италию. К этому же времени относятся его работы: «Нимфа, ловящая на своем плече бабочку», бюст С. Л. Левицкого, небольшая статуя девочки и эскизы горельефов для храма Христа Спасителя в Москве.
В 1846 году он был отозван в Россию вследствие его столкновения с папской полицией, и в конце года получил предложение занять место преподавателя скульптуры в открывавшемся Московском училище живописи и ваяния. К исполнению обязанностей преподавателя Рамазанов приступил лишь 19 октября 1847 года: сначала он исполнял работы, заказанные ему, по рекомендации графа Ф. П. Толстого, адмиралом М. П. Лазаревым, а затем его задержало исправление неожиданно обрушившейся одной из колоссальных полуфигур, выполненных им в строившуюся тогда церковь Конногвардейского полка.
Занимая это место до конца своей жизни, Рамазанов способствовал образованию многих молодых скульпторов; среди его учеников были М. А. Чижов, С. И. Иванов, Н. А. Блистанов, В. С. Бровский и другие.
В 1849 году, 27 сентября, он был признан академиком как за свои прежние работы, так и за преподавательскую деятельность, а 3 апреля 1858 года был возведён в степень профессора скульптуры.
Был вынужден 13 мая 1866 года выйти в отставку, а спустя полтора года, 18 (30) ноября 1867, умер в Москве, оставив после себя вдову, сына и двух дочерей. Был похоронен в московском Ново-Алексеевском монастыре; могила утрачена.

## Личность
Ф. И. Иордан в своих мемуарах описывал Рамазанова как «человека с умом и приятного собеседника», «талантливого художника-скульптора… который, под влиянием чересчур полной чары вина, становился весел и шумлив до буйства». 
О пребывании в Риме и последующей жизни Рамазанова Иордан писал:

«Н. А. Рамазанов ничего не произвел в Риме и, наконец, вследствие жалоб папского правительства, вызванных его невоздержанностью и буйным характером, он был выслан оттуда нашим посольством с фельдъегерем в Петербург. По возвращении в Россию, Рамазанов получил место профессора в Москве, в школе живописи и ваяния, был любим учениками и москвичами, сделался мужем и отцом семейства. По временам, от излишнего употребления алкоголя, он производил скандалы в публичных местах и скончался в Москве в зрелых летах вследствие своей невоздержанной жизни».

## Творчество
Участвовал в работах по исполнению памятников Н. М. Карамзину в Симбирске и Державину в Казани.
Среди его известных монументальных работ — три барельефа на пьедестал монумента императору Николаю I в Петербурге, отражающие самые выдающиеся события его царствования: восстание декабристов, усмирение холерного бунта на Сенной площади, и открытие Николаевской железной дороги.
- Барельефы для памятника Николаю I на Исаакиевской площади. 1859
- Николай I передаёт великого князя Александра Николаевича лейб-гвардии Саперному батальону на дворе Зимнего дворца 14 декабря 1825 года
- Николай I на Сенной площади в Петербурге во время холеры 1831 года
- Осмотр Николаем I Веребьинского моста на Николаевской железной дороге в 1851 году

Рамазанов — автор скульптурных украшений на внешних стенах московского Храма Христа Спасителя (горельефы «Владимирская Божия Матерь», «Святая царица Александра», «Мария Магдалина», «Анна Пророчица» и «Великомученица Екатерина» на восточном портале, «Святой князь Даниил Московский» и «Преподобный Савва Звенигородский» при одной из оконных арок северной стороны).
Н. А. Рамазановым также созданы: четыре барельефа, изображающие «Четыре времени года», для генерала Давыдова (1848); бюст графа Ф. П. Толстого; бюст A. C. Пушкина; статуя «Татьяны» из «Евгения Онегина»; украшения в Большом Кремлёвском дворце (1850); маска с умершего Н. В. Гоголя (1852) и его же мраморный бюст (1854); маска с умершего графа С. С. Уварова (1855); мраморное надгробие, по поручению М. А. Офросимова (1862); мраморная фигура молящегося Ангела, для П. Г. Осокина (1864—1865); мраморный бюст графини П. С. Уваровой (1864—1865); фигуры для московской Этнографической выставки (1866).
Кроме скульптурных работ, после него остался ряд рисунков, среди которых известен портрет пейзажиста М. И. Лебедева, позднее принадлежавший А. И. Сомову и ныне находящийся в Третьяковской галерее в Москве.

### Литературная деятельность
Н. А. Рамазанов долгое время состоял сотрудником в московских журналах: «Русском вестнике», «Москвитянине» и, в течение пяти лет, в «Московских ведомостях», а также в «Современной летописи». Он размещал материалы о русских художниках, их биографии и некрологи, заметки о художественных выставках и другие подобные известия, которые задумал перепечатать в виде особого сборника, но успел выпустить в свет только первую часть этого издания. Современник Рамазанова Ф. И. Буслаев писал:

«Я уважал P[амазанова], как даровитого и образованного литератора, который, в течение многих лет, проводил в публике здравые понятия об искусстве. Его литературные связи с такими журналистами, как Погодин и Катков, достаточно свидетельствуют о пользе, которую он, кроме скульптурного резца, приносил обществу и пером».

## Галерея
- Бюст Карамзина
- «Фавн, несущий козлёнка», 1839, ГРМ
- «Портрет Н. Д. Панова» (?). Начало 1850-х, ГТГ
- «Портрет Н. В. Гоголя», 1854, ГРМ
- «Портрет Н. В. Гоголя», 1854, ГТГ

## Публикации текстов
- Рамазанов Н. А. Материалы для истории художеств в России : статьи и воспоминания / Н. А. Рамазанов; сост., авт. вступ. ст. и примеч. Н. С. Беляев; науч. ред. Г. В. Бахарева; Библиотека Рос. акад. наук. — СПб. : БАН, 2014. — 784 с. — 100 экз. — ISBN 978-5-336-00162-4. — OCLC 952577337.